# Организация освобождения Восточного Туркестана
Организация освобождения Восточного Туркестана (уйг. شەرقىي تۈركىستاننى ئازاد قىلىش تەشكىلاتى‎), — сецессионистская уйгурская организация, выступающая за независимое уйгурское государство под названием Восточный Туркестан в провинции Западного Китая, известной как Синьцзян-Уйгурский автономный район. Организация была создана в Турции в 1990 или 1996 году для борьбы с китайским правительством в Синьцзяне, территории, на которой этническая принадлежность не составляет большинства, но населена в порядке наибольшей численности населения — уйгурами, ханьцами, казахами и другими тюркскими общинами. ООВТ признаётся террористической организацией правительствами Китая, Казахстана и Киргизии.

## История
Amnesty International сообщает, что «использование китайским правительством термина «сепаратизм» относится к широкому кругу действий, многие из которых сводятся к мирной оппозиции или инакомыслию. По сообщениям, за последние три года десятки тысяч человек были задержаны для проведения расследований в регионе, а сотни, возможно тысячи, были обвинены или осуждены в соответствии с уголовным законодательством. Считается, что многие уйгуры были приговорены к смертной казни и казнены за предполагаемые «сепаратистские» или «террористические» преступления, хотя точное число определить невозможно».
В 1998 году правительство Китая обвинило членов ООВТ в организации 15 поджогов в Урумчи, а в 1999 году полиция Стамбула арестовала 10 членов ООВТ за серию нападений на китайцев в Турции.
С 11 сентября 2001 года Китай эффективно использовал международный климат для создания международной коалиции против уйгурских сепаратистских движений. На 15 декабря 2003 года Служба общественной безопасности Китая выпустила список восточно-туркестанских террористов и террористических организаций, в которых названы четыре организации и несколько отдельных лиц: Организация освобождения Восточного Туркестана (ООВТ), Исламское движение Восточного Туркестана (ИДВТ), Всемирный уйгурский молодежный конгресс (ВУМК) и Восточно-Туркестанский информационный центр (ВТИЦ). Многие аналитики утверждают, что российские и китайские власти преувеличивают способность уйгурских групп, чтобы оправдать свою репрессивную контртеррористическую политику.

## Признание террористической организацией
Члены Шанхайской организации сотрудничества (ШОС): Китай,  Казахстан, и Киргизия, объявили ООВТ террористической организацией.
По данным Amnesty International, «включение в список ИДВТ и ООВТ соответствовало предыдущим обвинениям, выдвинутым Китаем против этих группировок. Обе были отмечены в официальном отчёте Китая о террористах в Восточном Туркестане в январе 2002 года и в заявлениях Китая против ИДВТ (Восточно-Туркестанского исламского движения) были поддержаны в августе 2002 года, когда США, после нескольких запросов из Китая, формально классифицировали ИДВТ как «террористическую организацию». Американское правительство отклонило просьбу Китая о признании Организации освобождения Восточного Туркестана (ООВТ) террористической организацией в декабре 2003 года.
Организация работает в основном в Синьцзяне, Китай, но также работает по всей Центральной Азии и в Пакистане. ООВТ является союзником Исламского движения Восточного Туркестана и движения "Талибан". Казахстан запретил ИДВТ, объявив его террористической организацией 17 ноября 2006 года. Государственный департамент США заявляет, что ООВТ совершила "небольшие взрывы по политическим мотивам и вооружённые нападения". В Обзоре глобальной обороны (Global Defence Review) утверждается, что «широко признано», что «Аль-Каида» финансирует и обучает ООВТ и Исламское движение Восточного Туркестана, хотя существуют сомнения в существовании Исламского движения Восточного Туркестана.